# فيليكس جاكوب مارشان
فيليكس جاكوب مارشان (بالألمانية: Felix Marchand)‏ هو عالم أمراض ألماني، ولد في 22 أكتوبر 1846 في هاله في ألمانيا، وتوفي في 4 فبراير 1928 في لايبزيغ في ألمانيا.